# Syngamia melanolopha
Syngamia melanolopha là một loài bướm đêm trong họ Crambidae.